# 133280 Брілін
133280 Брілін (133280 Bryleen) — астероїд головного поясу, відкритий 18 вересня 2003 року.
Тіссеранів параметр щодо Юпітера — 3,203.